# 時野洋輔
時野 洋輔（ときの ようすけ、1984年 - ）は、日本のライトノベル作家である。

## 概要
小説家になろうのマイページによれば、専業作家である。
インタビューによれば、時野洋輔自身は子供の頃から神坂一のライトノベル『スレイヤーズ』が好きで、昔はアニメ版を見ていたものの、大学生になってからライトノベル版をまとめ買いし、ライトノベルの沼に嵌っていったと語るのと同時に、『スレイヤーズ』がなければ自ら執筆作業を行うことはなく、また同じく神坂が著した『日帰りクエスト』がなければ自身が異世界小説を書いていなかっただろうと話している。
2015年よりネット小説の投稿を始めた。
2016年の第4回ネット小説大賞では、自身の作品『成長チートでなんでもできるようになったが、無職だけは辞められないようです』が金賞を受賞し、『異世界でアイテムコレクター』も同時に受賞を果たすというダブル受賞を果たした。
その後、2016年に『異世界でアイテムコレクター』がモーニングスターブックス（新紀元社）より出版される形でデビューを果たす。
2016年に開催された第1回カクヨムWeb小説コンテストでは、「マワル廻スロットガチャと異世界物語 〜奇妙なメンバーとの冒険譚?〜」がファンタジー小説特別賞を受賞し、のちに『ガチャにゆだねる異世界廃人生活』と改題の上書籍化された。
2018年には同年6月よりネットで連載していた自身の作品「勘違いの工房主 英雄のパーティをリストラになった雑用係が、実は戦闘以外の適正ランクがSSSだったというよくある話」が第11回アルファポリスファンタジー小説大賞で読者賞を受賞し、のちに『勘違いの工房主 英雄パーティの元雑用係が、実は戦闘以外がSSSランクだったというよくある話』と改題の上書籍化された。

## 書籍化作品
- 『チートコードで俺TUEEEな異世界旅 アナザーキーシリーズ』（イラスト：やまくじら、マッグガーデン・ノベルズ〈マッグガーデン〉）[9]
- 『ガチャにゆだねる異世界廃人生活』シリーズ（イラスト：紅緒、富士見ファンタジア文庫〈KADOKAWA〉）[10]
- 『お魚から人外転生の出世魚物語 ブラックバスからいつかブラックドラゴンへ!』（イラスト：咲メギコ、レッドライジングブックス〈リンダパブリッシャーズ〉）[11]
- 『異世界でアイテムコレクター』シリーズ（イラスト：冬馬来彩、モーニングスターブックス〈新紀元社〉）[12]
- 『そのスライム、ボスモンスターにつき注意 最低スライムのダンジョン経営物語』シリーズ（イラスト：マニャ子、モンスター文庫〈双葉社〉）[13]
- 『転生没落王子は「銭使い」スキルで成り上がる : 魔法もスキルも金次第っ!?』シリーズ（イラスト：ネコメガネ、MFブックス）[14]
- 『成長チートでなんでもできるようになったが、無職だけは辞められないようです』シリーズ（イラスト：ちり、モーニングスターブックス〈新紀元社〉）[15]
- 『無人島ダンジョン経営 迷宮師チートにより何もせずにレベルアップできるようになりましたが、思っていたスローライフとは少し違うようです』（イラスト：ちり、モーニングスターブックス〈新紀元社〉）[16]
- 『勘違いの工房主 英雄パーティの元雑用係が、実は戦闘以外がSSSランクだったというよくある話』シリーズ（イラスト：ゾウノセ、アルファポリス）[17]